# 조례
조례(條例)는 지방 자치 단체가 법령의 범위 안에서 지방 의회의 의결을 거쳐 그 지방의 사무에 관하여 제정하는 법을 말한다. 성문법인 자치법규의 하위개념이다.

## 판례
- 지방자치법 제15조, 제9조에 의하면, 지방자치단체가 자치조례를 제정할 수 있는 사항은 지방자치단체의 고유사무인 자치사무와 개별법령에 의하여 지방자치단체에 위임된 단체위임사무에 한하는 것이고, 국가사무가 지방자치단체의 장에게 위임된 기관위임사무는 원칙적으로 자치조례의 제정범위에 속하지 않는다 할 것이고, 다만 기관위임사무에 있어서도 그에 관한 개별법령에서 일정한 사항을 조례로 정하도록 위임하고 있는 경우에는 위임받은 사항에 관하여 개별법령의 취지에 부합하는 범위 내에서 이른바 위임조례를 정할 수 있다[1].

- 법률이 주민의 권리의무에 관한 사항에 관하여 구체적으로 아무런 범위도 정하지 아니한 채 조례로 정하도록 포괄적으로 위임하였다고 하더라도, 행정관청의 명령과는 달라, 조례도 주민의 대표기관인 지방의회의 의결로 제정되는 지방자치단체의 자주법인 만큼, 지방자치단체가 법령에 위반되지 않는 범위 내에서 주민의 권리의무에 관한 사항을 조례로 제정할 수 있는 것이다[2].

- 지방자치법 제15조에 의하면 지방자치단체는 그 내용이 주민의 권리의 제한 또는 의무의 부과에 관한 사항이거나 벌칙에 관한 사항이 아닌 한 법률의 위임이 없더라도 그의 사무에 관하여 조례를 제정할 수 있는바, 지방자치단체의 세자녀 이상 세대 양육비 등 지원에 관한 조례안은 저출산 문제의 국가적·사회적 심각성을 십분 감안하여 향후 지방자치단체의 출산을 적극 장려토록 하여 인구정책을 보다 전향적으로 실효성 있게 추진하고자 세 자녀 이상 세대 중 세 번째 이후 자녀에게 양육비 등을 지원할 수 있도록 하는 것으로서, 위와 같은 사무는 지방자치단체 고유의 자치사무 중 주민의 복지증진에 관한 사무를 규정한 지방자치법 제9조 제2항 제2호 (라)목에서 예시하고 있는 아동·청소년 및 부녀의 보호와 복지증진에 해당되는 사무이고, 또한 위 조례안에는 주민의 편의 및 복리증진에 관한 내용을 담고 있어 그 제정에 있어서 반드시 법률의 개별적 위임이 따로 필요한 것은 아니다[3].

- 조례에 위임하고 있는 "감사 또는 조사에 필요한 사항"은 광의의 것으로 동행명령장제도는 지방의회에서의 증언,감정등에 관한 절차에서 증인,감정인 등의 출석을 확보하기 위한 절차로서 규정된 것으로 같은 법 시행령 제19조의2 규정의 "감사 또는 조사에 필요한 사항"에 해당하므로 비록 포괄적이고 일반적이기는 하지만 동행명령장제도를 규정한 조례안의 법률적 위임 근거가 된다[4]

- 심리대상은 지방의회에 재의를 요구할 당시 이의사항으로 지적되어 재의결에서 심의의 대상이 된 것에 국한된다[5]

- 지방공무원의 파견에 관한 지방자치단체의 장의 임용권 행사에 대하여 조례로써 지방의회가 상호 견제의 범위를 넘어 적극적으로 관여하는 경우, 그 조례 규정이 법령에 위반된다[6]

- 지방의회의 행정 감시·통제기능을 제한·박탈하거나 제3의 기관 또는 집행기관 소속의 특정 행정기관에게 일임하는 조례는 무효이다[7]
- 지방의회가 선임한 검사위원이 결산에 대한 검사 결과, 필요한 경우 결산검사의견서에 추징, 환수, 변상 및 책임공무원에 대한 징계 등의 시정조치에 관한 의견을 담을 수 있고, 그 의견에 대하여 시장이 시정조치 결과나 시정조치 계획을 의회에 알리도록 하는 내용의 개정조례안은, 사실상 지방의회가 단체장에 대하여 직접 추징 등이나 책임공무원에 대한 징계 등을 요구하는 것으로서 지방의회가 법령에 의하여 주어진 권한의 범위를 넘어서 집행기관에 대하여 새로운 견제장치를 만드는 것에 해당하여 위법하다[8]
- 기본권을 제한하는 조례제정의 경우, 법률유보원칙이 적용된다[9].

## 사실상 노무에 종사하는 공무원의 범위에 관한 조례제정의무 사건
사실상 노무에 종사하는 공무원의 범위에 관한 조례제정의무 사건은 대한민국 유명 헌법재판소 판례이다.

### 결론
위헌 (6대 3)

### 이유
기능직 공무원이 단체행동권을 포함한 근로3권을 원만하게 행사할 수 있도록 보장하기 위해 지자체는 ‘사실상 노무에 종사하는 공무원’의 구체적인 범위를 조례로 제정해야할 헌법상 의무를 가진다. 조례의 제정을 미뤄야 할 정당한 사유를 발견할 수 없는 이상 입법부작위는 헌법상 의무를 위반해 공무원들이 단체행동권을 향유할 수 있는 가능성 자체를 사전에 차단하거나 박탈해 위헌이다.

### 반대의견
청구인들은 학교교육과 독립된 별도의 업무를 담당하는 것이 아니라 교육활동이 이뤄지는 학교에서 필수적으로 요구되는 교육지원활동에 종사하고 있는 공무원”이라며 “각 지자체에 소속된 기관의 작업현장에서 노무에 종사하는 공무원으로 볼 수 없어 헌법소원심판청구에 대한 자기관련성이 인정되지 않는다.

## 주민의 조례제정청구에 대한 지방자치단체장의 각하 사건
주민의 조례제정청구에 대한 지방자치단체장의 각하 사건은 대한민국 헌법재판소 판례이다.

### 이유
지역 주민들이 자신들이 선출한 자치단체의 장과 지방의회를 통하여 자치사무를 처리할 수 있는 대의제 또는 대표제 지방자치를 보장하고 있다(헌재 2009.7.30, 2007헌바75).

## 참고 문헌
- 헌법재판소 판례 2009.7.30. 2006헌마358
- 헌법재판소 판례 2009.7.30. 2007헌바75
- 정회철, 최근 5년 중요헌법판례,윌비스, 2014.
- '사실상 노무에 종사하는 공무원'의 범위 지자체서 조례제정 해태했다면 위헌, 법률신문, 2009-08-05 보관됨 2021-06-22 - 웨이백 머신

## 같이 보기
- 대한민국 지방자치법
- 지방자치